# Kittery (hrabstwo York)
Kittery – jednostka osadnicza w Stanach Zjednoczonych, w stanie Maine, w hrabstwie York.